# نادي سسكا صوفيا 1948
نادي سسكا صوفيا 1948 هو نادي كرة قدم بلغاري من مدينة صوفيا يلعب في الدوري البلغاري الممتاز،تأسس النادي في 2016.